# Pascal Siakam
Pascal Siakam   (Douala, 2 d'abril de 1994) és un jugador de bàsquet camerunès que pertany a la plantilla dels Toronto Raptors de l'NBA. Amb 2,08 metres d'alçada, juga en la posició d'ala-pivot.

## Trajectòria esportiva

### Universitat
Després de passar un primer any en blanc a causa d'una lesió va jugar dues temporades amb els Aggies de la Universitat Estatal de Nou Mèxic, en les quals va fer una mitjana de 16,6 punts, 9,7 rebots i 2,0 taps per partit. En la seva primera temporada, després de ser titular en 27 dels 34 partits disputats, va ser triat com a jugador novell de l'any de la Western Athletic Conference i inclòs en el millor quintet de la conferència; va fer una mitjana de 12,8 punts per partit i liderà els Aggies en rebots, amb 7,7.
L'any següent va encapçalar la WAC en punts (20,2), rebots (11,6) i taps (2,2), per la qual cosa va ser triat Jugador de l'Any.

### Professional
Va ser triat en la vint-i-setena posició del draft de l'NBA de 2016 pels Toronto Raptors. Va debutar el 26 d'octubre en un partit davant els Detroit Pistons, i aconseguí 4 punts i 9 rebots.

## Estadístiques a l'NBA

### Temporada regular
| Any     | Equip   | PJ  | PT  | MPP  | %TC  | %3   | %TL  | RPP | APP | ROB | TPP | PPP  |
| ------- | ------- | --- | --- | ---- | ---- | ---- | ---- | --- | --- | --- | --- | ---- |
| 2016-17 | Toronto | 55  | 38  | 15.6 | .502 | .143 | .688 | 3.4 | .3  | .5  | .8  | 4.2  |
| 2017-18 | Toronto | 81  | 5   | 20.7 | .508 | .220 | .621 | 4.5 | 2.0 | .8  | .5  | 7.3  |
| 2018-19 | Toronto | 80  | 79  | 31.9 | .549 | .369 | .785 | 6.9 | 3.1 | .9  | .7  | 16.9 |
| Total   | Total   | 216 | 122 | 23.5 | .531 | .309 | .743 | 5.1 | 2.0 | .7  | .6  | 10.1 |

### Playoffs
| Any   | Equip   | PJ | PT | MPP  | %TC  | %3   | %TL  | RPP | APP | ROB | TPP | PPP |
| ----- | ------- | -- | -- | ---- | ---- | ---- | ---- | --- | --- | --- | --- | --- |
| 2017  | Toronto | 2  | 0  | 5.0  | .000 | –    | –    | 1.5 | .5  | .5  | .0  | .0  |
| 2018  | Toronto | 10 | 0  | 17.9 | .610 | .750 | .650 | 3.6 | .8  | .1  | .6  | 6.6 |
| Total | Total   | 12 | 0  | 15.8 | .581 | .750 | .650 | 3.3 | .8  | .2  | .5  | 5.5 |